# Ope Pasquet Iribarne
Ope Pasquet Iribarne (Montevideo, 1955) és un advocat i polític uruguaià, pertanyent al Partit Colorado.

## Biografia
És integrant d'una generació de joves polítics que es van iniciar com a opositors a la dictadura militar de 1973-1985, en ocasió del plebiscit constitucional de 1980 al costat d'Enrique Tarigo Vázquez.
El 1984 es va postular a diputat pel sector Libertad y Cambio, Llista 85, al costat de Luis Antonio Hierro López i de Roberto Asiaín. Aquesta llista va ser la més votada del Partit Colorado a Montevideo, obtenint-ne cinc banques. Posteriorment, Pasquet va ser elegit com a sotssecretari de Relacions Exteriors, acompanyat del ministre Luis Barrios Tassano. Es va postular novament en les següents eleccions però mai no va ser reelegit.
El 2003 va fundar el sector Batllisme Obert, amb la intenció de reconstruir el Partit Colorado. En les eleccions internes de 2004, es va presentar com a precandidat a la presidència de la República.
El 2007 l'agrupació es va fusionar amb Vamos Uruguay. En les eleccions internes de juny de 2009 va obtenir una votació destacada a Montevideo, el qual l'ha fet possible encapçalar la llista de diputats de Vamos Uruguay pel departament.